# Ana Gros
Ana Gros (ur. 21 stycznia 1991 w Slovenj Gradcu) – słoweńska piłkarka ręczna, występująca na pozycji prawego rozgrywającego. Od 2025 roku występująca we francuskiej drużynie Brest Bretagne Handball.
Wraz z reprezentacją Gros wystąpiła na pięciu mistrzostwach Europy, czterech mistrzostwach świata i raz na igrzyskach olimpijskich.

## Kariera juniorska
Ojciec Any był siatkarzem. Ana chciała iść w jego ślady. W jej rodzinnym mieście nie było klubu siatkarskiego dla kobiet, więc zapisała się do klubu piłki ręcznej (ŽRK Velenje).
Z Velenje przeniosła się do akademii RK Krim, gdzie w wieku 14 lat zadebiutowała w seniorskiej drużynie. Kilka lat później w tym klubie zadebiutowała w rozgrywkach Ligi Mistrzów EHF.

## Kariera seniorska
W wieku 19 lat przeniosła się do węgierskiego klubu Győri ETO KC. Z tym klubem osiągnęła swoje pierwsze międzynarodowe sukcesy - w 2011 roku osiągnęła półfinał Ligi Mistrzów, a w 2012 roku finał.
W 2012 roku przeniosła się do niemieckiego Thüringer HC, gdzie spędziła tylko jeden sezon. W styczniu 2014 roku dołączyła do czołowego francuskiego klubu Metz, z którym zdobyła cztery tytuły mistrzowskie, dwa puchary i jeden Puchar Ligi. Po przeniesieniu się do Brest Bretagne w 2018 roku osiągnęła swoje największe sukcesy, zdobywając m.in. dublet ligowy (Puchar i Mistrzostwo), a w 2021 roku – zostając nawet MVP ligi. W sezonie 2020/21 dotarła do finału Ligi Mistrzów, a z łączną liczbą 135 bramek została najskuteczniejszą strzelczynią tych zawodów.
Latem 2021 roku dołączyła do rosyjskiego klubu PGK CSKA Moskwa. W marcu 2022 roku kontrakt został rozwiązany za obopólną zgodą. W marcu 2022 dołączyła do RK Krim, w którym została do końca sezonu i była kapitanem drużyny. Latem 2022 roku wróciła do Győri ETO KC. Z tym klubem zdobyła mistrzostwo Węgier w 2023 roku i Ligę Mistrzów EHF w 2024 roku. Sezon 2024/25 spędziła w RK Krim. Od 2025 roku ponownie reprezentuje barwy francuskiego Brest Bretagne Handball.

## Osiągnięcia
- Mistrzostwo Słowenii:
  - Zwycięzca: 2009, 2010, 2022
- Puchar Słowenii:
  - Zwycięzca: 2009, 2010
- Mistrzostwo Niemiec:
  - Zwycięzca: 2013
- Mistrzostwo Francji:
  - Zwycięzca: 2014, 2016, 2017, 2021
- Puchar Francji:
  - Zwycięzca: 2015, 2017, 2021
- Puchar Ligi Francuskiej:
  - Zwycięzca: 2014
- Liga Mistrzów EHF:
  - Zwycięzca: 2024
  - Finalista: 2012, 2021
  - Półfinalista: 2011, 2023

## Nagrody indywidualne
- Król strzelców Mistrzostw Francji: 2016, 2018
- Król strzelców Ligi Mistrzów EHF: 2021
- Najlepszy prawy rozgrywający w Mistrzostwach Francji: 2015, 2016, 2017, 2018, 2019, 2020
- MVP Ligi Francuskiej: 2021
- Prawy rozgrywający All-Star Ligi Mistrzów EHF: 2018
- Nagroda EHF Excellence Najlepszy prawy rozgrywający sezonu: 2022/23[7]